# منذر الدجاني الداوودي
منذر سليمان الدجاني الداوودي (ولد في 22 فبراير 1951 في القدس)، أكاديمي فلسطيني متخصص في العلوم السياسية والاقتصاد، شغل مناصب أكاديمية واقتصادية مختلفة’ وهو مدير مركز عصام السرطاوي للنهوض بالسلام والديمقراطية، وله عدة مقالات وكتب وأبحاث منشورة. 

## نشأته وتعليمه
ولد الدجاني عام 1951 في القدس إبنا أصغرا لأسرة سليمان الدجاني وعبلة عويضة، وله شقيقان هما محمد ومحسن، وشقيقة هي مي. تلقى تعليمه المدرسي في مدرسة الفرندز في رام الله، ثم في كلية النصر في المعادي في مصر، ثم عاد إلى القدس وتخرج من مدرسة المطران. درس في جامعة إيسترن مشيغان في الولايات المتحدة الأميركية ونال شهادة بكالوريوس في أنظمة الإدارة والعلوم الاجتماعية عام 1974، وشهادة ماجستير في العلوم الاجتماعية والاقتصاد والتاريخ الدبلوماسي والعلوم السياسية عام 1975؛ وثانية من جامعة تكساس حيث نال أيضا شهادة الدكتوراه عام 1982 على أطروحة عن مبادرة السلام في الشرق: الصراع وحل النزاعات.

## سيرته المهنية
بعد ذلك انتقل إلى عمان والتحق بالجامعة الأردنية في عمان حيث عمل في مناصب مختلفة، وعاد في عام 1995 مع أسرته إلى القدس، حيث تولى منصب رئيس السياسات الاقتصادية في مؤسسة بكدار منذ وعمل مستشاراً في وزارة التخطيط والتعاون الدولي، ثم مديرا عاما في وزارة الاقتصاد والتجارة الفلسطينية. ثم ترأس قسم الأبحاث في المركز الفلسطيني للدراسات الإقليمية في البيرة بين أكتوبر 1996 وديسمبر 2000، وعمل أيضًا أستاذًا غير متفرغ في كل من جامعة بيرزيت وجامعة القدس. لاحقا انتقل إلى جامعة القدس، حيث درّس العلوم السياسية والدراسات الدبلوماسية، وشغل مناصب رئيس دائرة العلوم السياسية والدراسات الدبلوماسية ورئيس مركز عصام السرطاوي للسلام، ومدير برنامج الماجستير في الدراسات الأمريكية فيها، وعميد كلية الآداب. وله عدة مقالات وأبحاث منشورة وكتب.

## نشاطه السياسي
نشط الدجاني بعد عودته إلى فلسطين عام 1995 من تسوية مع إسرائيل تقوم على حل الدولتين على حدود العام 1967، وشارك في تأسيس حركة الوسطية (اعتدال) الملتزمة بإيجاد بدائل للتطرف على جانبي الصراع الإسرائيلي الفلسطيني، شغل منصب مدير مركز عصام السرطاوي للسلام، وشارك في عشرات المؤتمرات حول عملية السلام، وشارك في دبلوماسية المسار الثاني التي تكونت من لقاءات قام بها أكاديميون للتغلب على بعض المشاكل المعقدة.

## مؤلفات
نشر بالاشتراك مع شقيقه محمد الدجاني عدة كتب وأبحاث، أهمها باللغة العربية:
- السياسة: نظريات ومفاهيم، عمان، دار بالمينو برس، 1986
- النظام السياسي الأردني : اركانه ومقوماته، عمان، دار بالمينو برس، 1993[7]
- منهجية البحث العلمي في علم السياسة، جامعة القدس، المركز الفلسطيني للدراسات الإقليمية، 1996 / دار زهران للنشر والتوزيع، عمان، 2012
- الديمقراطية والتعددية السياسية، جامعة القدس، المركز الفلسطيني للدراسات الإقليمية، 1998[8]
- الحكم والإدارة، جامعة القدس، دائرة العلوم السياسية والدراسات الدبلوماسية، 2001[9]

وبالإنكليزية:
- Economic Sanctions: Ideals and Experiences. London: Routledge and Kegan Paul, 1983
- Economic Diplomacy: Embargo Leverage and World Politics. Boulder, Colorado: Westview Press, 1985.
- Social and Psychological Factors in Conflict and its Resolution : The Mid-Eastern and European Experience. Editors Munther S Dajani and Arie Nedler.
- Proceedings of a Dialogue workshop held in Brussels, June 7-8, 2002
- Chapters in Books • A Predicament in Search of an Innovative Solution. The Palestinian Refugees : Old Problems-New Solutions. Editors: Joseph Ginat and Edward Perkins. Norman, Oklahoma: University of Oklahoma Press, 2001

## References
1. 1 2 3   https://www.haaretz.com/israel-news/.premium.MAGAZINE-the-palestinian-who-leads-tours-through-auschwitz-1.5435444. {{استشهاد ويب}}: |url= بحاجة لعنوان (مساعدة) والوسيط |title= غير موجود أو فارغ (من ويكي بيانات) (مساعدة)
2. ↑  http://www.kreisky-forum.org/pdfs/2010/2010-01-11.pdf نسخة محفوظة 2018-09-30 على موقع واي باك مشين.
3. 1 2  "AL-DAJANI, MUNTHER SULEIMAN (1951-)". Passia. مؤرشف من الأصل في 2022-03-19. اطلع عليه بتاريخ 2022-03-19.
4. 1 2 3  "منذر الدجاني، سيرة ذاتية (باللغة الإنكليزية)" (PDF). مؤرشف من الأصل (PDF) في 2011-07-26. اطلع عليه بتاريخ 2011-02-20.
5. ↑  "Vision for Peace in the Middle East". مؤرشف من الأصل في 2021-01-27.
6. ↑  "Archived copy". مؤرشف من الأصل في 2010-11-28. اطلع عليه بتاريخ 2011-02-20.{{استشهاد ويب}}:  صيانة الاستشهاد: الأرشيف كعنوان (link)
7. ↑  "النظام السياسي الاردني : اركانه و مقوماته". المكتبة المركزية، الجامعة الإسلامية، غزة. مؤرشف من الأصل في 2022-03-19. اطلع عليه بتاريخ 2022-03-19.
8. ↑  "الديمقراطية والتعددية السياسية". جامعة الاستقلال. مؤرشف من الأصل في 2022-03-19. اطلع عليه بتاريخ 2022-03-19.
9. ↑  "الحكم والادارة". جامعة الاستقلال. مؤرشف من الأصل في 2022-03-19. اطلع عليه بتاريخ 2022-03-19.
10. ↑  https://qantara.de/ar/article/%D9%86%D8%A7%D8%B4%D8%B7-%D8%A7%D9%84%D8%B3%D9%84%D8%A7%D9%85-%D8%A7%D9%84%D9%81%D9%84%D8%B3%D8%B7%D9%8A%D9%86%D9%8A-%D9%85%D8%AD%D9%85%D8%AF-%D8%A7%D9%84%D8%AF%D8%AC%D8%A7%D9%86%D9%8A-%D8%A7%D9%84%D8%AF%D8%A7%D9%88%D8%AF%D9%8A-%D9%85%D9%86-%D9%85%D8%AA%D8%B4%D8%AF%D8%AF-%D8%A5%D9%84%D9%89-%D8%AF%D8%A7%D8%B9%D9%8A%D8%A9-%D8%B3%D9%84%D8%A7%D9%85-%D8%AD%D8%B1%D9%83%D8%A9-%D9%81%D9%84%D8%B3%D8%B7%D9%8A%D9%86%D9%8A%D8%A9-%D9%88%D8%B3%D8%B7%D9%8A%D8%A9 نسخة محفوظة 2024-06-29 على موقع واي باك مشين.

## External links
- M. S. Dajani Resume
- An Article about Dr. Dajani on Oberlin's Website
- Al Jazeera Commentaries on Doha Debates 2008